# Doraemon: Nobita to 3ttsu no Seirei Ishi
Doraemon: Nobita to Mittsu no Seireiseki (ドラえもん のび太と3つの精霊石?  lit. Doraemon: Nobita y las tres piedras espirituales) es un videojuego de plataformas desarrollado y publicado por Epoch Co. para Nintendo 64. Fue lanzado sólo en Japón en 1997. El juego está basado en el manga japonés Doraemon y tiene dos secuelas de Nintendo 64, Doraemon 2: Nobita to Hikari no Shinden y Doraemon 3: Nobita no Machi SOS!, ambos lanzados únicamente en Japón.
El personaje del Diablo fue diseñado por Akira Toriyama.

## Sinopsis
Hace mucho tiempo, el Diablo fue sellado por los poderes de las Tres Piedras Espirituales de Hadas. Estas piedras crearon una barrera que no podía pasar, luego un día las piedras se rompen y él escapa, reanudando su guerra contra la gente del Mundo de las Hadas. Luego, su padre le pidió a la porción de la Princesa del Cielo de este mundo que fuera al Mundo Humano y regresara con la bolsa de cuatro dimensiones de Doraemon. Ella llega al Mundo Humano para conseguir la bolsa de Doraemon, pero mientras lo hace, llega el Rey Maligno, en forma de murciélago, y la roba. La princesa persigue al murciélago hasta su mundo y desaparece. Doraemon, Nobita y sus amigos deciden seguirla y ver si pueden recuperar su bolsa. Al llegar, descubren que la princesa que antes parecía humana ahora tiene el cuerpo de una pequeña hada, con alas. Ella les dice que el Diablo la transformó en esta forma y que recuperó la bolsa de Doraemon, pero en la lucha se perdieron todos sus objetos útiles, entre las tres áreas del Mundo de las Hadas; Tierra, Mar y Cielo.

## Jugabilidad
Cada una de las tres áreas principales del juego tiene cuatro niveles, tres de ellos contienen piezas de la Piedra del Espíritu Hada de esa área y el cuarto, un Castillo donde está encarcelado el rey de esa área. Cada rey tiene el poder de volver a unir la piedra de sus áreas. Para llegar hasta el Diablo hay que reparar las tres piedras. El juego en la mayoría de los niveles es un juego de plataformas estándar con saltos y disparos. Hay otros cuatro niveles que se juegan de diferentes maneras. (1) Conocer y montar en la bolsa de un Canguro parecido a un Dinosaurio. (2) Correr con un coche en un curso submarino. (3) Monta a lomos de un dragón con forma de pájaro que puede disparar bolas de fuego mientras los enemigos caen desde la parte superior de la pantalla. (4) Vuela usando un sombrero que tenga una hélice giratoria en la parte superior. El personaje principal que se está utilizando para jugar se puede cambiar pausando el juego y seleccionando otro personaje, cada uno tiene sus propias habilidades únicas, un sexto personaje, la princesa Corona, cuyo nombre también significa capa exterior del sol Corona , también se puede desbloquear como personaje jugable una vez que se haya completado el juego. Se pueden escuchar pequeños clips de voz de los actores de dibujos animados al iniciar cualquiera de los niveles o cuando el personaje es derrotado. Muchos de los jefes enemigos provienen de otras culturas, como el Minotauro, la Arpía, el Centauro y una versión malvada de Santa Claus. A medida que se reproduce la historia de la demostración, se ve un Pentagrama mientras el Diablo se libera de su barrera. El texto del juego está completamente en japonés y aparece en una barra de ventana en la parte inferior de la pantalla junto con una imagen de la persona que está hablando, la imagen cambia cuando la persona está feliz, triste u otra persona está hablando.